# Susan Hogan
Susan King, conosciuta anche come Susan Hogan (Vancouver, 1948), è un'attrice canadese.

## Biografia
Nata in una famiglia di attori, Susan King ha mosso i primi passi nella recitazione prendendo parte a numerose serie televisive e film TV. Molti dei progetti cui ha preso parte tuttavia sono state trasmesse solamente in Canada, motivo per il quale sono relativamente poche le produzioni che la hanno vista nel cast conosciute dal pubblico internazionale.
Il ruolo per cui è maggiormente ricordata in patria è quello di Nichole "Niky" Rimbaud in Night Heat, trasmesso dal 1985 al 1989; mentre in Europa è più nota per il ruolo di Sharon Fairbanks in The L Word, dal 2004 al 2006; e di Maryanne O'Hara in Psych nel 2013.

### Vita privata
L'attrice è sposata con il collega Michael Hogan (Saul Tigh in Battlestar Galactica) da cui ha preso il nome. I figli della coppia, Gabriel Hogan e Jennie Rebecca Hogan, sono a loro volta attori.

## Filmografia

### Cinema
- Brood - La covata malefica (1979)
- Una canaglia da abbattere (1982)
- Rischio totale (1990)
- Zanna Bianca - Un piccolo grande lupo (1991)
- Silencing Mary (1998)
- Generazione perfetta (1998)
- The Butterfly Effect 2 (2006)
- Seguendo una stella (2014)

### Televisione
- La baia di Ritter (1980)
- L'amico Gipsy (1981-1985)
- Night Heat (1985-1989)
- I gemelli Edison (1986)
- Alfred Hitchcock presenta (1989)
- Poltergeist (1996-1997)
- Oltre i limiti (1996-1998)
- Cold Squad - Squadra casi archiviati (1998)
- Millennium (1999)
- So Weird - Storie incredibili  (1999)
- Seven Days (2001)
- Dark Angel (2001)
- Just Cause (2003)
- The L Word (2004-2006)
- Men in Trees - Segnali d'amore (2007)
- Battlestar Galactica (2007-2009)
- Warehouse 13 (2009-2011)
- Life Unexpected (2010-2011)
- Heartland (2011)
- Fairly Legal (2012)
- Psych (2013)

## Doppiatrici italiane
Nelle versioni in italiano delle opere in cui ha recitato, Susan Hogan è stata doppiata da:
- Melina Martello in The L Word, Seguendo una stella, Le indagini di Hailey Dean
- Lorenza Biella in Rischio totale, La marcia nuziale
- Daniela Nobili in Brood - La covata malefica
- Anna Rita Pasanisi in Rischio totale (ridoppiaggio del 2003)
- Stefanella Marrama in Psych
- Maria Grazia Dominici in Generazione perfetta
- Germana Pasquero in Garage Sale Mystery
- Fabrizia Castagnoli in Supergirl
- Antonella Giannini in Virgin River